# Netishyn
Netishyn (tiếng Ukraina: Нетішин) là một thành phố của Ukraina. Thành phố này thuộc tỉnh Khmelnytskyi. Thành phố này có diện tích ? km2, dân số theo điều tra dân số năm 2001 là 34358 người.